# 加藤尚彦
加藤 尚彦（かとう なおひこ、1937年3月31日 - ）は、日本の政治家。
元衆議院議員（1期）。横浜市会議員（5期）。自由民主党横浜市連幹事長、新党さきがけ神奈川県代表代行などを務めた。
現在、政治団体市民の党日本代表。

## 略歴
- 1961年（昭和36年）- 早稲田大学政治経済学部卒業
- 1963年（昭和38年）- 早稲田大学大学院政治学研究科国際政治専攻中退
- 1964年（昭和39年）- 早稲田大学政治経済学部副手
- 1965年（昭和40年）- 衆議院議員藤山愛一郎秘書
- 1977年（昭和52年）- 横浜市会議員
- 1987年（昭和62年）- 自民党横浜市連幹事長（2期）
- 1993年（平成5年）- 新党さきがけ神奈川県代表代行
- 1996年（平成8年）- 民主党神奈川神奈川県第3区支部長
- 2000年（平成12年）- 第42回衆議院議員総選挙落選
- 2003年（平成15年）- 第43回衆議院議員総選挙初当選
- 2005年（平成17年）- 第44回衆議院議員総選挙落選
- 2011年（平成23年）- 旭日小綬章受章[1]
- 2024年（令和6年） - 6月、次期衆議院議員総選挙に立候補の意向を示す[2]。

## 役職
- 中国国立華僑大学客員教授
- タイテクニカルポン大学客員教
- タイアジアスカラー大学客員教授
- ベトナムトリ・ユン専門学校顧問
- NPOアジア子供教育基金協会理事長
- 全国学校敷地内禁煙国民会議会長
- 全国未成年者出入施設全面禁煙国民会議会長
- NPOインドセンター理事
- 社会福祉法人あじさい園理事
- 神奈川県フェンシング協会会長
- 医療法人大口東総合病院理事
- 鳩山由紀夫幹事長特別補佐

## 著書
- 日本再生、維新に挑む
- 国政白書
- 国政白書コンティンジェシーレポート

## メディア
- 尚さんのどうするこの日本（アール・エフ・ラジオ日本　金曜日22:15～22：30、2021年6月4日～）

## 脚註
1. ↑  春の叙勲受章者（神奈川） 産経新聞 2011年6月18日閲覧
2. ↑  “衆院選３区 加藤氏が出馬へ 元職が無所属で”. タウンニュース. (2024年6月29日) 2024年6月30日閲覧。